# 薩遮迦小経
『薩遮迦小経』（さつしゃかしょうきょう、巴: Cūḷasaccaka-sutta, チューラサッチャカ・スッタ）とは、パーリ仏典経蔵中部に収録されている第35経。『小サッチャカ経』（しょうサッチャカきょう）とも。
釈迦が、ジャイナ教徒アッギヴェッサナ＝サッチャカに仏法を説く。諸行無常、諸法無我が示される。

## 内容
353:

Evaṃ kho aggivessana bhagavā sāvake vineti, evambhāgā ca pana bhagavato sāvakesu anusāsanī bahulā pavattati:

Rūpaṃ bhikkhave aniccaṃ, vedanā aniccā, saññā aniccā, saṅkhārā aniccā, viññāṇaṃ aniccaṃ.

Rūpaṃ bhikkhave anattā, vedanā anattā, saññā anattā, saṅkhārā anattā, viññāṇaṃ anattā.

Sabbe saṅkhārā aniccā, sabbe dhammā anattāti.
アッギヴェッサナよ、私はこのように弟子たちを戒める。このように頻繁に語る。

「比丘たちよ、色は無常、受は無常、想は無常、行は無常、識は無常である。

　比丘たちよ、色は無我、受は無我、想は無我、行は無我、識は無我である。

　すべての行は無常である、すべての法は無我である。」と。

## 日本語訳
- 『南伝大蔵経・経蔵・中部経典1』（第9巻） 大蔵出版
- 『パーリ仏典 中部（マッジマニカーヤ）根本五十経篇II』 片山一良訳 大蔵出版
- 『原始仏典 中部経典1』（第4巻） 中村元監修 春秋社